# Kälbergstjärnen
Kälbergstjärnen är en sjö i Strömsunds kommun i Jämtland och ingår i Ångermanälvens huvudavrinningsområde. Sjön har en area på 0,129 kvadratkilometer och ligger 384 meter över havet.

## Delavrinningsområde
Kälbergstjärnen ingår i det delavrinningsområde (714982-143857) som SMHI kallar för Utloppet av Västra Sakrivattnet. Medelhöjden är 445 meter över havet och ytan är 9,92 kvadratkilometer. Räknas de 21 avrinningsområdena uppströms in blir den ackumulerade arean 72,54 kvadratkilometer. Sjulsån (Fiskån) som avvattnar avrinningsområdet har biflödesordning 3, vilket innebär att vattnet flödar genom totalt 3 vattendrag innan det når havet efter 294 kilometer. Avrinningsområdet består mestadels av skog (77 procent). Avrinningsområdet har 1,72 kvadratkilometer vattenytor vilket ger det en sjöprocent på 17,3 procent.